# Église Saint-Médard-et-Saint-Gildard de Lhuys
L'église Saint-Médard-et-Saint-Gildard est une église située à Lhuys, en France.

## Localisation
L'église est située sur la commune de Lhuys, dans le département de l'Aisne.

## Historique
Le monument est classé au titre des monuments historiques en 1913.